# Tchao-jüan (město)
Tchao-jüan (tradiční znaky: 桃園; tongyong pinyin: Táoyuán; hanyu pinyin: Táoyuán; český překlad: zahrada broskvoní) je město na Tchaj-wanu, ležící v severní části stejnojmenného ostrova. Ve správním systému Čínské republiky bylo hlavním městem zaniklého okresu Tchao-jüan. Od roku 2014 spadá pod centrálně spravované město Tchao-jüan. Rozkládá se na ploše 34,80 km² a má 386 988 obyvatel (duben 2007).
Město je přímo napojeno na Národní dálnici č. 1 (國道一號), která vede ze severu na jih ostrova po jeho západní straně, a na krátkou Národní dálnici č. 2 (國道二號).

## Partnerská města
- Balvi, Lotyšsko
- Irvine, Kalifornie, Spojené státy americké
- Kennewick, Washington, Spojené státy americké
- Logan City, Queensland, Austrálie